# Serhij Zhura
Serhij Ołeksandrowycz Zhura (ukr. Сергій Олександрович Згура; ur. 3 listopada 1977 w Odessie) – ukraiński piłkarz, grający na pozycji pomocnika.

## Kariera piłkarska

### Kariera klubowa
Jego młodszy brat Ołeksandr Zhura również profesjonalny piłkarz. W 1993 rozpoczął karierę piłkarską w drugiej drużynie Czornomorca Odessa, skąd w 1995 przeszedł do Naftochimika Krzemieńczuk. Potem występował w klubach Dynamo-Zmina Jużne, Desna Czernihów i Zimbru Kiszyniów. W 2000 powrócił na pół sezonu do Czornomorca, a następnie bronił barw klubów Metałurh Donieck i Zirka Kirowohrad. W 2004 ponownie wrócił do Czornomorca. Po wygaśnięciu kontraktu w końcu 2005 kontynuował występy w Krywbasie Krzywy Róg. Zimą 2007 opuścił klub i reszta sezonu spędził w amatorskim zespole Digital Odessa. Latem 2007 przeszedł do kazachskiego klubu Wostok Öskemen.

### Kariera reprezentacyjna
Występował w juniorskiej reprezentacji Ukrainy U-16, z którą zdobył brązowe medale w Mistrzostwach Europy w Irlandii.

## Sukcesy

### Sukcesy klubowe
- mistrz Mołdawii: 1998, 1999, 2000
- brązowy medalista Mistrzostw Ukrainy: 2001/02, 2002/03

### Sukcesy reprezentacyjne
- brązowy medalista Mistrzostw Europy U-16: 1994